# ماکسیم هاویلنکو
ماکسیم هاویلنکو (اوکراینی: Максим Сергійович Гавриленко؛ زادهٔ ۱۸ اوت ۱۹۹۱) بازیکن فوتبال اهل اوکراین است.
از باشگاه‌هایی که در آن بازی کرده‌است می‌توان به باشگاه فوتبال چورنومورتس اودسا و باشگاه فوتبال داچیا کیشیناو اشاره کرد.
وی همچنین در تیم‌های ملی فوتبال Ukraine national under-17 football team و Ukraine national under-18 football team بازی کرده‌است.